# You’re My Heart, You’re My Soul
You’re My Heart, You’re My Soul – singel zespołu Modern Talking. Wydany 29 października 1984, a później dodany do pierwszego albumu grupy The 1st Album.
Najlepiej sprzedający się singiel tej grupy, ze sprzedażą przewyższającą 8 milionów egzemplarzy, dotarł do szczytu list przebojów w 35 państwach.
Wokalista Thomas Anders uważa go za najważniejszy utwór w swojej karierze, podkreślając, że od wydania You’re My Heart, You’re My Soul diametralnie zmieniło się jego życie.
Utwór początkowo został opublikowany w 1984, ale bez sukcesu z powodu braku promocji. W styczniu 1985 niemiecki telewizyjny Show „Formel Eins” odtworzył teledysk tego utworu i 21 stycznia utwór wszedł na 38 pozycję niemieckiej listy przebojów, a tydzień później dotarł na pozycję 10. Singiel stał się numerem 1 niemieckiej listy przebojów przez 6 kolejnych tygodni. Później ukazał się jako remiks na płytach:
- Back for Good (jako osobny singiel i pierwszy z utworów w miksie „No. 1 Hit Medley”)
- Alone (jako ostatni w miksie utworów „Space Mix”)
- The Final Album, na którym w wersji DVD pojawił się także teledyski z 1985 i 1998 roku.

## Wyróżnienia
- Srebrna płyta:
  - Dania
- Złota płyta:
  - Niemcy
  - Belgia
  - Francja
  - Portugalia
  - Szwecja
  - Szwajcaria
- Podwójna platynowa płyta:
  - Południowa Afryka.

## Lista utworów
7” (Hansa 106 884) (BMG)	29.10.1984
| Nr | Tytuł                                          | Długość |
| -- | ---------------------------------------------- | ------- |
| 1. | You’re My Heart, You’re My Soul                | 3:48    |
| 2. | You’re My Heart, You’re My Soul (Instrumental) | 4:01    |

12” (Hansa 601 496) (BMG)	29.10.1984
| Nr | Tytuł                                                 | Długość |
| -- | ----------------------------------------------------- | ------- |
| 1. | You’re My Heart, You’re My Soul (Maxi Single Version) | 5:35    |
| 2. | You’re My Heart, You’re My Soul (Instrumental)        | 4:01    |

## Listy przebojów (1985)
| Państwo         | Najwyższe miejsce |
| --------------- | ----------------- |
| Niemcy          | 1                 |
| Austria         | 1                 |
| Belgia          | 1                 |
| Dania           | 1                 |
| Hiszpania       | 2                 |
| Finlandia       | 1                 |
| Francja         | 3                 |
| Izrael          | 1                 |
| Japonia         | 15                |
| Holandia        | 4                 |
| Portugalia      | 1                 |
| Wielka Brytania | 56                |
| RPA             | 2                 |
| Szwecja         | 3                 |
| Szwajcaria      | 1                 |
| Turcja          | 1                 |
| Norwegia        | 3                 |
| Włochy          | 1                 |
| Grecja          | 1                 |

## Covery
- W 2006 roku, Leningrad Cowboys przerobili przebój Modern Talking, który znalazł się na ich albumie, „Zombies Paradise”.
- W 2008 roku, Das Bo wydał 19 września przeróbkę przeboju Modern Talking z nową nazwą „Dumm Aber Schalu”.
- W 2016 roku, Ken Laszlo przerobił ten utwór Modern Talking, który znalazł się na albumie "The Best of Ken Laszlo.

## Autorzy
- Muzyka: Dieter Bohlen
- Autor tekstów: Dieter Bohlen
- Wokalista: Thomas Anders
- Producent: Dieter Bohlen
- Aranżacja: Dieter Bohlen
- Współproducent: Luis Rodriguez